# Rafael Montiano Lim
Rafael Montiano Lim (* 14. Februar 1931 in Boac, Marinduque, Philippinen; † 10. September 1998 ebenda) war Bischof von Boac.

## Leben
Rafael Montiano Lim empfing nach dem Studium der Katholischen Theologie und Philosophie am 17. März 1956 in der San Sebastian Cathedral in Lipa City durch den Bischof von Lipa, Alejandro Olalia, das Sakrament der Priesterweihe für das Bistum Lipa.
Am 12. Februar 1971 ernannte ihn Papst Paul VI. zum Bischof von Laoag. Der Apostolische Nuntius auf den Philippinen, Erzbischof Carmine Rocco, spendete ihm am 27. April desselben Jahres in der Kathedrale St. William the Hermit in Laoag City die Bischofsweihe; Mitkonsekratoren waren der Erzbischof von Nueva Segovia, Juan Sison, und der Bischof von Lucena, Alfredo Obviar. Am 26. Januar 1978 bestellte Papst Paul VI. Rafael Montiano Lim zum ersten Bischof von Boac.